# Annesijoa novoguineensis
Annesijoa novoguineensis är en törelväxtart som beskrevs av Ferdinand Albin Pax och Käthe Hoffmann. Annesijoa novoguineensis ingår i släktet Annesijoa och familjen törelväxter. Inga underarter finns listade i Catalogue of Life.